# 1 Рака
1 Ра́ка (лат. 1 Cancri) — звезда, которая находится в созвездии Рака на расстоянии приблизительно 463 световых лет от Солнца. Это оранжевый гигант спеткрального класса К.

## Наблюдение
Звезда расположена в северном полушарии, вблизи небесного экватора. Её можно видеть с любой точки Земли, кроме Антарктиды. Её видимая звёздная величина равна +5,8m, поэтому её возможно наблюдать только в ясную безлунную ночь, вдали от городского освещения.
Наиболее удобные условия для наблюдения складываются в период с декабря по май.

## Физические характеристики
1 Рака является оранжевым гигантом и имеет абсолютную величину +0,06m. Положительное значение радиальной (лучевой) скорости указывают на то, что звезда удаляется от Солнечной системы. Масса звезды — в 3.6 раза тяжелее Солнца, радиус составляет почти 15 солнечных радиусов. Светимость в 81 раз превышает солнечную, температура поверхности составляет около 4500 К.